# Балакшин Георгій Русланович
Георгій Русланович Балакшин  (рос. Георгий Русланович Балакшин; нар. 6 березня 1980) — російський боксер, призер Олімпійських ігор, триразовий чемпіон Європи, призер чемпіонату світу.

## Спортивна кар'єра
Першого великого успіху досяг на чемпіонаті світу 2001, де посів третє місце, програвши в півфіналі Володимиру Сидоренко (Україна).
2002 року на чемпіонаті Європи, що проходив в Росії, став чемпіоном, здолавши у фіналі Александра Александрова (Болгарія) — 28-18.
На чемпіонаті світу 2003 програв у чвертьфіналі Александрову — 24-33.
2004 року на чемпіонаті Європи у чвертьфіналі переміг Жерома Тома (Франція) — 37-17, у півфіналі переміг Рустамходжу Рахімова (Німеччина) — 26-15, у фіналі переміг Ніколоза Ізорія (Грузія) — 39-21.
На Олімпійських іграх 2004 Балакшин здобув дві перемоги, але в чвертьфіналі програв Юріоркісу Гамбоа (Куба) — 18-26.
На чемпіонаті світу 2005 програв в чвертьфіналі Роші Воррену (США) — 21-31.
На чемпіонаті Європи 2006 Георгій Балакшин став втретє чемпіоном Європи, здолавши у фіналі Саміра Мамедова (Азербайджан) — 43-30.
На чемпіонаті світу 2007 у чвертьфіналі знов програв Роші Воррену — 13-23.
На Олімпійських іграх 2008 переміг Мірата Сарсембаєва (Казахстан) — 12-4 та Джитендера Кумара (Індія) — 15-11, а в півфіналі програв Андрі Лаффіта (Куба) — 8-9 і отримав бронзову нагороду.
На чемпіонаті Європи 2011 посів друге місце, вигравши в півфіналі у Вінченцо Пікарді (Італія) — 27-19 та програвши в фіналі Ендрю Селбі (Уельс) — 10-13.

### Виступи на Олімпіадах
| Олімпіада  | Дисципліна | Місце |
| ---------- | ---------- | ----- |
| Афіни 2004 | до 51 кг   | 5T    |
| Пекін 2008 | до 51 кг   | 3T    |